# Muslimansko osvajanje Perzije
Muslimansko ili Arapsko osvajanje Perzije naziv je za oružani sukob, odnosno seriju vojnih pohoda koga su od 633. do 644. izveli muslimanski Arapi Rašidunskog Kalifata, protiv Sasanidskog (Perzijskog) Carstva, a koje su rezultirale slomom Sasanidske Perzije i pripajanjem njenih teritorija Kalifatu. 
Sukob muslimanskih Arapa s Perzijom izbio je nedugo nakon političkog ujedinjenja Arabije u tzv. Ridda ratovima, a povod su bili sukobi muslimanskih s kršćanskim Arapima u tada perzijskoj Mezopotamiji. Godine 633. muslimanski je vojskovođa Halid ibn Valid u munjevitom pohodu porazio nadmoćnu perzijsku vojsku i zauzeo veliki dio Mezopotamije. Njegov odlazak na zapad, kako bi se priključio pohodu na bizantsku Siriju, omogućio je Perzijancima da godine 635. povrate najveći dio izgubljenih teritorija. 
Međutim, već 636. nova je arapska ofenziva dovela do velike bitke kod Kadisije u kojoj su Perzijanci odlučno poraženi, a potom ostali i bez prijestolnice Ktesifona. Nekoliko godina je kao prirodna granica Kalifata i krnjeg Sasanidskog Carstva služio Zagros, ali su stalni perzijski napadi izazvali još jedan pohod te konačni obračun u bitci kod Nihavanda 642. u kojoj je konačno slomljena perzijska vojska. U nekoliko godina su arapske vojske osvojile cjelokupni teritorij Sasanidskoga Carstva, a preostali članovi sasanidske kuće ubijeni ili trajno prognani u Kinu. 
Osvajanjem Perzije, koje se zbilo istovremeno sa osvajanjem Sirije i Egipta, Rašidunski Kalifat postao je jedno od najvećih carstava na svijetu, a islam dobio bazu za svoje dalje širenje prema Srednjoj Aziji i Indijskom potkontinentu. U samoj Perziji dotada dominantna zoroastrička religija izgubila je svoj službeni status te se stanovništvo nakon toga postepeno islamiziralo.
Muslimansko osvajanje Perzije kasnijim je povjesničarima zadalo probleme zbog gotovo potpunog nedostatka vjerodostojnih, odnosno ne-arapskih i ne-muslimanskih izvora. Ipak, na temelju oskudnih podataka počele su se javljati stavovi da je arapski pohod na Perziju bio mnogo teži, odnosno da su Perzijanci pružili mnogo žešći otpor nego što se to može zaključiti na prvi pogled. Za razliku od drugih područja koja su u to i kasnijim razdobljima pala pod arapsko-muslimanske osvajače, stanovništvo je uglavnom zadržalo svoj nacionalni, odnosno perzijski/iranski identitet.